# Juliano Elizeu Vicentini
Juliano Elizeu Vicentini (São José do Rio Preto, 26 agosto 1981) è un ex calciatore brasiliano, di ruolo centrocampista.

## Carriera
Esordisce nella massima serie brasiliana con il Palmeiras nella stagione 1998 cui se ne aggiungono altre 14 e 2 gol nel 2000. Nel 1999 vince la Copa Libertadores. In Brasile gioca anche con le maglie di Coritiba (prima divisione 2001, 24 presenze e 3 gol), ancora Palmeiras (prima divisione 2002, 5 presenze), Santa Cruz (nessuna presenza), Flamengo (prima divisione 2004, 17 presenze e 1 gol), Juventude (prima divisione 2004-2005, 26 presenze e 3 gol) e Guarani (seconda divisione 2006, 17 presenze).
Nell'estate 2006 si trasferisce in prestito al Lecce. Nell'estate 2007 viene ceduto in prestito con diritto di riscatto della metà al Pisa dal Guarani (società che ne detiene il cartellino).
In seguito ha una breve esperienza al Marítimo in Portogallo e al Joinville in Brasile.
Nel 2009 approda al Novara dove nella primavera 2010 conquista la promozione in Serie B.
Il 31 agosto 2010 rescinde consensualmente il contratto con il Novara per problemi fisici ma il 31 gennaio 2011, dopo aver superato i numerosi problemi che lo costringevano lontano dal campo, torna a disposizione della squadra piemontese disputando comunque solo 2 partite nella stagione culminata con la promozione in Serie A. Il 30 giugno successivo rimane svincolato.
Nel gennaio 2012 si accasa all'América Futebol Clube di São José do Rio Preto, San Paolo.

## Palmarès

### Club

#### Competizioni nazionali
- Lega Pro Prima Divisione: 1

Novara: 2009-2010